# Guillaume Piketty
Pour les articles homonymes, voir Piketty.
 (mars 2017).
Guillaume Piketty, né le 3 juin 1965 à Neuilly-sur-Seine, est un historien français, spécialiste de la Résistance et de la Seconde Guerre mondiale. 
Depuis 2003, il est professeur d’histoire contemporaine à Sciences Po, et chercheur permanent rattaché au Centre d'histoire de Sciences Po. 

## Biographie

### Jeunesse et études
Guillaume Piketty naît en 1965. Il est le cousin par son père de l'économiste Thomas Piketty.   
Il est diplômé de l'École supérieure d'électricité en 1988, puis de l'Institut d'études politiques de Paris en 1991 (section Internationale), puis en 1992 où il obtient un DEA en histoire du XXe siècle.   
Docteur en histoire, sa thèse, soutenue le 29 novembre 1997, est dirigée par Jean-Pierre Azéma. Elle s'intitule Itinéraire intellectuel et politique de Pierre Brossolette (1196 p.). Il obtient la mention « très honorable » avec les félicitations du jury à l'unanimité.  
Le 12 novembre 2002, il soutient son habilitation à diriger des recherches à Sciences Po, avec un mémoire intitulé Résistances pionnières en zone libre (1940-1942), sous la direction de Serge Berstein. Son travail est accompagné de l'édition critique du Journal de guerre (1940-1942) de Charles d'Aragon. Ce travail est publié en 2009, aux éditions Robert Laffont, sous le titre Français en résistance. Carnets de guerre, correspondances, journaux personnels.

### Parcours professionnel
En 1995, Guillaume Piketty est recruté par Alain Lancelot, directeur de Sciences Po Paris, comme directeur des études. Il conserve cette fonction sous Richard Descoings. De 1999 à 2003, il est directeur adjoint de l'institut. Il quitte cette fonction lorsque Nadia Marik est nommée directrice adjointe.
Depuis 2003, il est professeur d'histoire contemporaine à Sciences Po Paris, ainsi qu'au sein du campus délocalisé à Reims, rattaché au Centre d'histoire de Sciences Po. 
De 2010 à 2012, il est Visiting Research Scholar à l'université Yale.
De 2012 à 2018, il est Visiting Fellow au Worcester College et Senior Visiting Research Associate to the Modern European History Research Centre (MEHRC), attached to the Department of Politics and International Relations (DPIR), au sein de l'université d'Oxford. De 2016 à 2018, il est Associate member of the Faculty of History du même établissement.
De 2003 à 2006, il co-dirige le domaine « Histoire » des Presses de Sciences Po avec Claire Andrieu et Serge Berstein.
De 2006 à 2010, il est directeur de collection aux Éditions Tallandier. 
De 2006 à 2014, il est membre du comité de rédaction de la revue Histoire@Politique. Politique, culture et société, du Centre d'histoire de Sciences Po. 
Depuis 2017, il est membre du conseil scientifique du musée de l'ordre de la Libération.

## Télévision
Il a participé à l'émission Secrets d'Histoire consacrée à Winston Churchill, intitulée Churchill, le lion au cœur tendre diffusée le 23 août 2016 sur France 2.

## Thèmes de recherche
Guillaume Piketty étudie les phénomènes de résistance en Europe, notamment à travers le cas de la Résistance française, à la fois intérieure et extérieure,. Il est aussi un spécialiste reconnu de la Seconde Guerre mondiale et de l'histoire des émotions et des sensibilités en guerre et en sortie de guerre. Il travaille sur l’expérience quotidienne des exilés européens durant la Seconde Guerre mondiale. Envisagée à travers le prisme de l’exil combattant, sa recherche est notamment fondée sur l’analyse des écrits intimes et des souvenirs rédigés par les exilés ainsi que sur l’étude des témoignages que nombre d’entre eux ont accordés.

## Publications

### Ouvrages
- Pierre Brossolette, un héros de la Résistance, Paris, Odile Jacob, 1998, 416 p.
- Pierre Brossolette, Résistance (1927-1943). Textes rassemblés et commentés par Guillaume Piketty, Paris, Odile Jacob, 1998, 218 p. Réédition en 2015 avec une nouvelle introduction.
- Charles d’Aragon, La Résistance sans héroïsme. Édition établie et présentée par Guillaume Piketty, Genève, Éditions du Tricorne, 2001, 258 p.
- (éd.) Français en résistance. Carnets de guerre, correspondances, journaux personnels, Paris, Robert Laffont, coll. « Bouquins », 2009, 1.216 p.
- Winston Churchill, Discours de guerre. Édition établie et présentée par Guillaume Piketty, Paris, Tallandier, coll. « Texto », 2009, 416 p.
- Résister. Les archives intimes des combattants de l’ombre, Paris, Éditions Textuel, 2011, 192 p., bibliog.
- La bataille des Ardennes. 16 décembre 1944-31 janvier 1945, Paris, Tallandier, 2013, 230 p., bibliog., index. Rééd. coll. « Texto », 2015.
- Français, Libre. Pierre de Chevigné, Paris, Tallandier, 2022, 544 p. - Prix Jean-Sainteny de l’Académie des sciences morales et politiques.

### Ouvrages en collaboration
- Daniel Cordier, Alain Finkielkraut, Guillaume Piketty, Pierre Brossolette ou le destin d'un héros, Genève, Éditions du Tricorne, 2000, 70 p.
- Guillaume Piketty et Vladimir Trouplin, Les compagnons de l’aube. Archives inédites des compagnons de la Libération, Paris, Éditions Textuel, 2014, 439 p.
- Frédérique Neau-Dufour, Olivier Loubes, Guillaume Piketty et Tzvetan Todorov, Pierre Brossolette, Geneviève de Gaulle-Anthonioz, Germaine Tillion et Jean Zay au Panthéon, Paris, Éditions Textuel, 2015, 95 p.

### Codirection d’ouvrages collectifs
- Rémi Baudouï (dir.), Jean Garrigues (dir.), Michel Leymarie (dir.), Didier Musiedlak (dir.) et Guillaume Piketty (dir.), Un professeur en République : mélanges en l'honneur de Serge Berstein, Paris, Fayard, 2006, 306 p. (ISBN 2-213-62953-6).
- Claire Andrieu, Philippe Braud, Guillaume Piketty (dir.), Dictionnaire de Gaulle, Paris, Robert Laffont, coll. « Bouquins », 2006, 1267 p., bibliog., index.
- Bruno Cabanes et Guillaume Piketty (dir.), Retour à l’intime au sortir de la guerre, Paris, Tallandier, 2009, 320 p., index.
- Jean-François Muracciole et Guillaume Piketty (dir.), Encyclopédie de la Seconde Guerre mondiale, Paris, Robert Laffont, coll. « Bouquins », 2015.
- Claire Miot, Guillaume Piketty et Thomas Vaisset (dir.), Militaires en résistance en France et en Europe, Lille, Presses universitaires du Septentrion, coll. « War Studies », 2022, 286 p.
- Charlotte Faucher, Laure Humbert, Guillaume Piketty et Thomas Vaisset (dir.), Françaises et Français libres. Une identité née de la pluralité, Rennes, Presses Universitaires de Rennes, 2024.

### Ouvrages préfacés
- Sigmund Freud, Sandor Ferenczi et Karl Abraham, Sur les névroses de la guerre, Payot, "Petite bibliothèque Payot", 2010, 133 p.
- Pierre Bourdan, Carnet de retour avec la Division Leclerc, Payot, 2014, 263 p. (rééd. 2016)